# Кипарис
Вижте пояснителната страница за други значения на Кипарис.
Кипарѝсите (Cupressus) са клас иглолистни растения от семейство Кипарисови (Cupressaceae). Разпространени са в разпръснати области, главно в субтропичния пояс на Северното полукълбо – западната част на Северна Америка, Централна Америка, Северозападна Африка, Близкия изток, Хималаите, Южен Китай и Северен Индокитай.
Кипарисите са вечнозелени дървета или големи храсти, достигащи на височина 5 – 40 m. Листата са подобни на люспи, с дължина 2 – 6 mm и живеят 3 – 5 години. При младите растения на възраст 1 – 2 години листата са подобни на иглички с дължина 5 – 15 mm. Шишарките са дълги 8 – 40 mm, топчести или яйцевидни, с 4 – 14 люспи. Те узряват 8 до 24 месеца след опрашването. Семената са дребни, 4 – 7 mm дълги, с по едно късо крилце от всяка страна.
Много видове кипариси се отглеждат като декоративни дървета, а някои – заради дървесината им, която е много трайна. Бързорастящият хибрид лейландски кипарис, използван широко в градинарството, е кръстоска на видовете Cupressus macrocarpa и Callitropsis nootkatensis.

## Видове
Броят на видовете в рода варира значително в различните класификации – от 16 до 25 и повече. Причина за това е малкият размер и изолираността на повечето популации.

### Видове от Стария свят
Кипарисите в Евразия и Африка имат шишарки с повече люспи (8 – 14, рядко 6 – при Cupressus funebris). Люспите имат къс широк връх.
- Cupressus atlantica (C. dupreziana var. atlantica)
- Cupressus cashmeriana
- Cupressus chengiana
- Cupressus duclouxiana
- Cupressus dupreziana
- Cupressus funebris
- Cupressus gigantea
- Cupressus sempervirens – обикновен кипарис
- Cupressus torulosa

### Видове от Америка
Кипарисите от Америка имат шишарки с по-малко люспи (4 – 8, рядко повече – при C. macrocarpa). Люспите често имат остър връх.
Съвременните генетични изследвания показват, че американските кипариси не са толкова близки до представителите на Cupressus от Стария свят, отколкото се смята по-рано, а са сходни на родовете Callitropsis и Juniperus. Някои нови класификации дори ги причисляват към род Callitropsis.
- Cupressus abramsiana (Cupressus goveniana var. abramsiana)
- Cupressus arizonica
  - Cupressus arizonica var. glabra (Cupressus glabra)
  - Cupressus arizonica var. montana (Cupressus montana)
  - Cupressus arizonica var. nevadensis (Cupressus nevadensis)
  - Cupressus arizonica var. stephensonii (Cupressus stephensonii)
- Cupressus bakeri
- Cupressus goveniana
- Cupressus guadalupensis
  - Cupressus guadalupensis var. forbesii (Cupressus forbesii)
- Cupressus lusitanica
  - Cupressus lusitanica var. benthamii (Cupressus benthamii)
- Cupressus macnabiana
- Cupressus macrocarpa – калифорнийски кипарис
- Cupressus pigmaea (Cupressus goveniana var. pigmaea)
- Cupressus sargentii

## Други
На кипариса е наречена улица в квартал „Гърдова глава“ в София (Карта).